# Selaginella erythropus
Selaginella erythropus là một loài dương xỉ trong họ Selaginellaceae. Loài này được Mart. Spring mô tả khoa học đầu tiên năm 1840.

## Hình ảnh

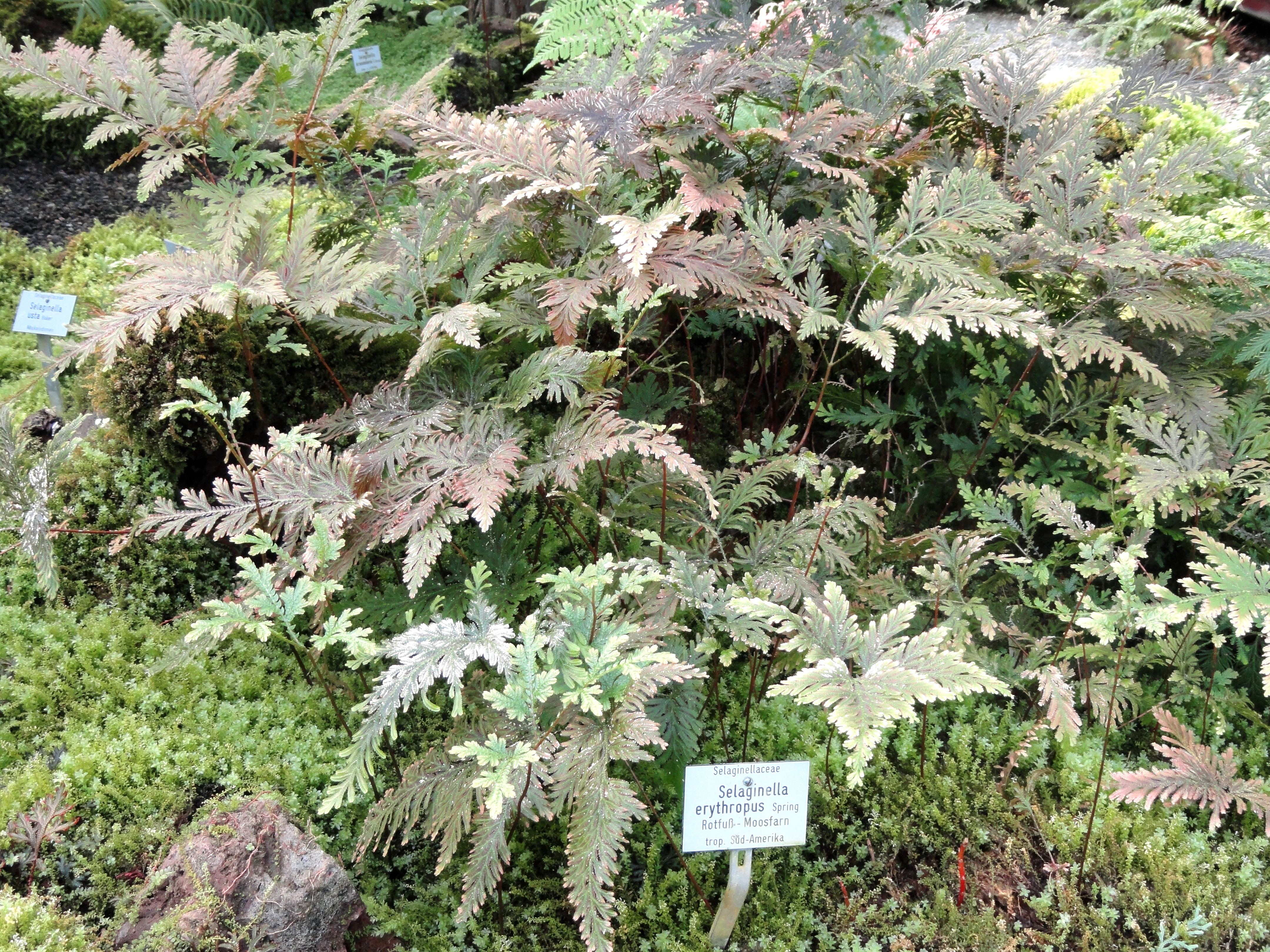